# 三瓶由布子
三瓶 由布子（さんぺい ゆうこ、1986年2月28日 - ）は、日本の声優、女優。アクセルワン所属。東京都出身。既婚。2児の母。
代表作に、『だぁ!だぁ!だぁ!』（西遠寺彷徨）、『交響詩篇エウレカセブン』（レントン・サーストン）、『Yes!プリキュア5』（夢原のぞみ / キュアドリーム）、『エリアの騎士』（逢沢駆）などがある。

## 略歴
小学時代の学芸会をして楽しかったため、「演劇をやってみたいな」と思い、家の近くの劇団若草附属養成所を経て、劇団若草に小学校5年生くらいから通っていた。舞台に出演し、オーディションを色々と受けるようになり、中学2年生の時の2000年の『だぁ!だぁ!だぁ!』（西遠寺彷徨役）で声優デビュー。開始当初はキャラクターと同じ中学2年生だった。その後も少年役で経歴を重ね、2005年の『交響詩篇エウレカセブン』（レントン役）が初主演作となる。当該の宣伝ラジオにおいては、名塚佳織と共に初のメインパーソナリティーも務めた。
2006年には『桜蘭高校ホスト部』（夷川栞役）にて、テレビアニメでは初の名前付きの女性役を演じ、2007年の『Yes!プリキュア5』（夢原のぞみ/キュアドリーム役）は自身初の女性主人公担当作となり、また経歴の中でも長期となる2年間担当している。
2007年5月頃に劇団若草を退団、フリー期間を経て同年11月1日付けでぷろだくしょんバオバブ所属となる。東京工芸大学芸術学部写真学科卒。2010年には所属事務所の公演「歓喜の歌」で久々に舞台にも参加した。
2011年10月1日付けで、バオバブからアクセルワンに移籍することとなった。翌2012年、『エリアの騎士』（逢沢駆役）にて移籍後初の主役を担当。2013年2月28日に、一般男性と入籍したことを公式ブログで発表。2014年10月1日に第一子を出産したことを公式ブログで発表。その際の産休中は、『ヒーローバンク』の豪勝カイト役は水野麻里絵が代役を務めた（第27話から第31話まで。第32話から復帰）。
2019年3月9日に声優アワード主演女優賞を受賞した。
7月5日、第二子を出産したことをTwitterにて発表した。

## 人物
『交響詩篇エウレカセブン』（レントン役）までは男の子役を演じることが多かったが、2007年時点では女の子役を演じることが多くなり、今まで女の子役はできなかったため、楽しかったという。今までは、男の子役ばかり演じてきたため、「かわいい女の子は無理だよ〜」という女の子に対する壁があったという。2007年時点では悪役、正義の味方などの色々な女の子役を演じられるようになったという。
特技はスキー、　スノーボード。
趣味は読書、雑貨屋巡り、インターネット。

### エピソード
小学生時代は谷川史子作品の大ファン。「学校の音楽会では、歌うのは必ずアルトパートになり、ソプラノパートを歌える生徒が羨ましかった」と語るなど声優業を始める以前は、自身の低くハスキーな声にコンプレックスを持っていたことをあかしている。
自ら紹介する際には『ギャラクシーエンジェル』の現場で呼ばれ始めた。「ゆうゆう」を挙げることが多い。他にも「ぺーちゃん」、「三瓶ちゃん」、「さんちゃん」などの愛称がある。

### 嗜好
黄色いアヒルのキャラクターが好きで、グッズも多数収集している。アヒルがプリントされたTシャツも持っている。中学時代は演劇部、高校時代は放送部にて活動。また大学時代は写真学科にて学んでいた。好きな異性のタイプは「面白い人」で、さまぁ〜ずのファンを公言している。歌手ではスピッツ、YUKIのファン。
『幽☆遊☆白書』では桑原和真、『美少女戦士セーラームーン』シリーズでは月野うさぎ/セーラームーンおよびその恋人・地場衛/タキシード仮面がお気に入りだった。変身ヒロインは憧れの存在だっため、『Yes!プリキュア5』の夢原のぞみ（キュアドリーム）役が決まった時は、「夢がかなった」と喜んだ。

### 交友
小清水亜美・平田真菜とは、劇団若草時代からの旧知の仲。2009年12月より「±（ぷら）ふぃに」として正式なユニットを結成した。
かないみかからは、デビュー作『だぁ!だぁ!だぁ!』で共演して以来、「娘のような存在」として可愛がられている。伊瀬茉莉也からは尊敬する声優として名前を挙げられている。

## 出演
太字はメインキャラクター。

### テレビアニメ
2000年
- だぁ!だぁ!だぁ!（2000年 - 2002年、西遠寺彷徨）

2001年
- おじゃる丸（星野〈2代目〉、アングリー・ボーイ、リキエ、遠藤和子、おじゃる丸の父〈少年時代〉、蓮丸 他）

2002年
- アソボット戦記五九（少年）
- ギャラクシーエンジェルシリーズ（2002年 - 2004年、ココモ・ペイロー） - 2シリーズ + 特別編
- ぱにょぱにょデ・ジ・キャラット（子供）

2003年
- デ・ジ・キャラットにょ（ぽんず）
- ななか6/17（ねんじ6才、女子B、女の子B）

2004年
- 十兵衛ちゃん2 〜シベリア柳生の逆襲〜（柳生十兵衛〈少年期〉）
- スウィート・ヴァレリアン（マサオくん、タツヤ）
- スクールランブル（2004年 - 2006年、播磨修治） - 2シリーズ
- DearS（幼い頃の武哉）

2005年
- 交響詩篇エウレカセブン（2005年 - 2006年、レントン・サーストン）
- おねがいマイメロディ（太田良）
- ギャグマンガ日和（ラーメンの精、さゆりの友人、厚子、向かいのおばさん）
- Canvas2 〜虹色のスケッチ〜（女子生徒）
- 蟲師（五百蔵しんら）
- MÄR-メルヘヴン-（チョロ）

2006年
- ARIA The NATURAL（子供の暁）
- 桜蘭高校ホスト部（夷川栞、女生徒 他）
- おねがいマイメロディ 〜くるくるシャッフル!〜（太田良）
- 新星輝デュエル・マスターズ フラッシュ（鋳門チカゲ〈カスミ〉）
- それいけ!アンパンマン（2006年 - 2023年、ピンクしょくぱんまん、バイオリンくん〈2代目〉、空とぶベッドくん、カモメくん、ヘリコプタン、クロワッサン王子〈3代目〉 他）
- D.Gray-man（ジャン・ラッセル）
- 僕等がいた（子供）
- 夢使い（健太郎）
- おとぎ銃士 赤ずきん（2006年 - 2007年、鈴風草太〈第26話以降〉）

2007年
- Yes!プリキュア5（2007年 - 2009年、夢原のぞみ / キュアドリーム） - 2シリーズ
- ぼくらの（マチ / 町洋子）
- 家庭教師ヒットマンREBORN!（フゥ太、獄寺の母、女医、ナース）
- 恋する天使アンジェリーク〜かがやきの明日〜（マット）
- 灼眼のシャナII（『魑勢の牽き手』ユーリイ・フヴォイカ）
- sola（辻堂剛史〈子供時代〉）
- DARKER THAN BLACK -黒の契約者-（マキ）
- ハローキティ りんごの森とパラレルタウン（ヘンリー）
- Myself ; Yourself（若月修輔〈子供時代〉）
- レ・ミゼラブル 少女コゼット（ポーレット、ブレソール）

2008年
- カイバ（コピーワープ）
- 今日からマ王!（フォンウィンコット卿リンジー）
- CLANNAD 〜AFTER STORY〜（子供）
- 地獄少女 三鼎（市村和也）
- のらみみ（シュウイチ）
- 破天荒遊戯（エルマー）
- 魔人探偵脳噛ネウロ（星野絵梨）
- 亡念のザムド（ナキアミ）
- BLASSREITER（10歳のジョセフ）
- ヤッターマン（2008年 - 2009年、クツシタ王子、ドクボン / ドクハンボス）

2009年
- イナズマイレブン（2009年 - 2012年、亜風炉照美） - 3シリーズ / 2024年に総集編『伝説のキックオフ』が劇場公開
- 君に届け（2009年 - 2011年、吉田千鶴） - 2シリーズ
- 銀魂（2009年 - 2018年、晴太） - 4シリーズ
- 極上!!めちゃモテ委員長（前原由羽）
- 咲-Saki-（南浦数絵）
- スレイヤーズEVOLUTION-R（少年）
- ドラえもん（テレビ朝日版第2期）（兄）
- 夏のあらし!（八坂一） - 2シリーズ
- 鋼の錬金術師 FULLMETAL ALCHEMIST（2009年 - 2010年、プライド / セリム・ブラッドレイ、秘書、リオールの女、女）
- 毎日かあさん（鴨原理恵子〈少女時代〉）

2010年
- 荒川アンダー ザ ブリッジ（鉄人兄弟 鉄雄）
- 一騎当千 XTREME XECUTOR（韓遂文約）
- 侵略!イカ娘（2010年 - 2011年、松本ユウタ） - 2シリーズ
- ストライクウィッチーズ2（中島錦）
- 聖痕のクェイサー（2010年 - 2011年、サーシャ） - 2シリーズ
- たまごっち!（2010年 - 2015年、メロディっち、おれねっち、ライトっち、キラママっち、ぼくっち、ヒーローっち 他） - 5シリーズ
- ポケットモンスター ダイヤモンド&パール（タクミ）
- みつどもえ（2010年 - 2011年、佐藤信也、佐藤あかり） - 2シリーズ
- メタルファイト ベイブレード シリーズ（2010年 - 2012年、角谷正宗） - 2シリーズ

2011年
- THE IDOLM@STER（秋月涼）
- 境界線上のホライゾン（2011年 - 2012年、フローレス・バルデス、ニコラス・ベーコン） - 2シリーズ
- 猫神やおよろず（ゴン太）
- 遊☆戯☆王ZEXAL（2011年 - 2014年、天城ハルト、オボミ） - 2シリーズ

2012年
- アイカツ!（太田駆）
- 宇宙兄弟（南波日々人〈子供時代〉、北村絵名、月ウサギ）
- エリアの騎士（逢沢駆）
- クレヨンしんちゃん（2012年 - 2018年、OL、カーリン・グッドマン飛鳥）
- クロスファイト ビーダマン（2012年 - 2013年、皇リュウジ） - 2シリーズ
- 絶園のテンペスト（真広〈小学生〉）
- 男子高校生の日常（少年ヒデノリ）
- トリコ（ボーノ）
- 夏雪ランデブー（子供）
- マギ（カシム〈子供時代〉）
- モーレツ宇宙海賊（クォーツ・クリスティア）

2013年
- 絶対防衛レヴィアタン（謎の少年）
- 団地ともお（木下友夫）
- 八犬伝―東方八犬異聞―（健太）
- 名探偵コナン（2013年 - 2016年、梅島真知、中西恵）
- 〈物語〉シリーズ セカンドシーズン（中学生）

2014年
- ディーふらぐ!（松原東）
- ヒーローバンク（豪勝カイト）
- ポケットモンスター XY（2014年 - 2015年、サンペイ） - 2シリーズ
- マジンボーン（ギルバート）

2015年
- 赤髪の白雪姫（2015年 - 2016年、リュウ） - 2シリーズ
- 神様はじめました◎（真寿郎）
- 対魔導学園35試験小隊（杉波伊砂）
- バトルスピリッツ 烈火魂（真白藤吉郎）

2016年
- 境界のRINNE（2016年 - 2017年、翔真） - 2シリーズ
- くまみこ（たもつ）
- 3月のライオン（二階堂晴信〈小学生〉、もっとガンコなニャーさん）
- 侍霊演武:将星乱（水鏡先生）
- にゃんぼー!（クロ）
- 文豪ストレイドッグス（信嗣）
- ワールドトリガー（2016年 - 2021年、絵馬ユズル） - 3シリーズ

2017年
- スクールガールストライカーズ Animation Channel（降神あから）
- フューチャーカード バディファイト シリーズ（2017年 - 2018年、大宇宙カナタ） - 2シリーズ
- つぐもも（2017年 - 2020年、加賀見かずや / かずみ） - 2シリーズ
- BORUTO-ボルト- NARUTO NEXT GENERATIONS（2017年 - 2023年、うずまきボルト、親猫、猫、メイクさん）
- GRANBLUE FANTASY The Animation（2017年 - 2019年、フュリアス） - 2シリーズ
- THE REFLECTION（フレイミング・フューリー）
- 女川中バスケ部 5人の夏（セリナ）
- アイドルマスター SideM（秋月涼）
- 宝石の国（アクレアツス）
- 血界戦線 & BEYOND（ケイン）

2018年
- 学園ベビーシッターズ（狼谷鷹、狼谷静、女子生徒、演劇部員）
- ポプテピピック（2018年 - 2021年、ポプ子〈第6話Aパート / 再放送・リミックス版第5話Aパート〉）
- キャプテン翼（第4作）（2018年 - 2024年、大空翼） - 2シリーズ
- おしりたんてい（2018年 - 2023年、 おしりたんてい、かいとうO）
- 刀使ノ巫女（益子の刀使）
- あはれ!名作くん（2018年 - 2019年、ヒカル・キーホルダー、小学生クイズの司会）
- イナズマイレブン アレスの天秤（2018年 - 2019年、亜風炉照美） - 2シリーズ
- 深夜!天才バカボン（じゅり）
- ガイコツ書店員 本田さん（カミブクロ、カレン、母ちゃん、みさき）
- アイドルマスター SideM 理由あってMini!（秋月涼）
- HUGっと!プリキュア（夢原のぞみ / キュアドリーム）

2019年
- ぱすてるメモリーズ（涼河）
- ポチっと発明 ピカちんキット（2019年 - 2020年、マルゾー）
- ノー・ガンズ・ライフ（2019年 - 2020年、セブン） - 2シリーズ

2020年
- 本好きの下剋上 司書になるためには手段を選んでいられません（2020年 - 2022年、ギル） - 2シリーズ
- デジモンアドベンチャー:（2020年 - 2021年、八神太一）
- GO!GO!アトム
- アサティール 未来の昔ばなし（ダーフェル）
- ムヒョとロージーの魔法律相談事務所（リカ）
- 恋とプロデューサー〜EVOL×LOVE〜（少年時代のゼン）
- 宇崎ちゃんは遊びたい!（2020年 - 2022年、宇崎桐） - 2シリーズ
- 体操ザムライ（カズ）
- 半妖の夜叉姫（若骨丸）

2021年
- たとえばラストダンジョン前の村の少年が序盤の街で暮らすような物語（ユーグ）
- BEASTARS（蛾）
- 乙女ゲームの破滅フラグしかない悪役令嬢に転生してしまった…X（ルーファス・ブロード〈幼少期〉）
- 出会って5秒でバトル（大神〈少年時代〉）

2022年
- サマータイムレンダ（南方竜之介）
- 聖剣伝説 Legend of Mana -The Teardrop Crystal-（バド）

2023年
- ひろがるスカイ!プリキュア（キュアドリーム）
- 呪術廻戦 懐玉・玉折/渋谷事変（憂憂）
- キボウノチカラ〜オトナプリキュア'23〜（夢原のぞみ）
- るろうに剣心 -明治剣客浪漫譚- (2023)（塚山由太郎）

2024年
- となりの妖怪さん（佐野龍）
- ブルーロック VS. U-20 JAPAN（糸師冴〈幼少期〉）

2025年
- 炎炎ノ消防隊 参ノ章（フェアリー）

### 劇場アニメ
2007年
- 映画 プリキュア シリーズ（2007年 - 2023年）

（夢原のぞみ / キュアドリーム） - 8作品
（夢原のぞみ / キュアドリーム / スーパープリキュア） - 1作品
（夢原のぞみ / キュアドリーム / シャイニングドリーム） - 1作品
（夢原のぞみ / キュアドリーム / キュアレインボー） - 2作品
（夢原のぞみ / キュアドリーム / ドリームキュアグレース） - 1作品
2008年
- 劇場版MAJOR メジャー 友情の一球（伊藤匠）

2009年
- 交響詩篇エウレカセブン ポケットが虹でいっぱい（レントン・サーストン）
- ナットのスペースアドベンチャー3D（IQ）
- ヤッターマン 新ヤッターメカ大集合! オモチャの国で大決戦だコロン!（ドクボン）

2010年
- 劇場版イナズマイレブン 最強軍団オーガ襲来（亜風炉照美）
- イヴの時間 劇場版（マサキ〈子供時代〉）
- 劇場版メタルファイト ベイブレードVS太陽 灼熱の侵略者ソルブレイズ（角谷正宗）

2011年
- たんすわらし。（なつき）
- 名探偵コナン 沈黙の15分（立原冬馬〈7歳〉、関友恵）

2012年
- アシュラ（三郎）

2013年
- 映画ドラえもん のび太のひみつ道具博物館（クルト）
- 劇場版ポケットモンスター ベストウイッシュ 神速のゲノセクト ミュウツー覚醒（ヤミラミ）

2014年
- イナズマイレブン 超次元ドリームマッチ（アフロディ）
- 宇宙兄弟#0（南波日々人〈子供時代〉）
- 大きい1年生と小さな2年生（三年生B）

2015年
- 氷川丸ものがたり（春日光）
- BORUTO -NARUTO THE MOVIE-（うずまきボルト）

2016年
- 劇場版マジェスティックプリンス 覚醒の遺伝子（パトシリア・ホイル）

2017年
- 交響詩篇エウレカセブン ハイエボリューション（2017年 - 2021年、レントン・サーストン） - 3部作

2019年
- 映画 おしりたんてい シリーズ（2019年 - 2025年、おしりたんてい） - 8作品
- Walking Meat（バブ）

2024年
- シノアリス 一番最後のモノガタリ（ピノキオ）
- 映画 イナズマイレブン総集編 伝説のキックオフ（アフロディ）

2025年
- 機動戦士ガンダム 鉄血のオルフェンズ ウルズハント -小さな挑戦者の軌跡-（598）

### OVA
2000年代
- エイリアン9（2001年、岩波ひろし）
- まかせてイルか!（2004年、アキラ）
- フリクリ（2005年、女子A）
- 魔女っ娘つくねちゃん（2005年、ナブール、鬼瓦美加）
- 舞-乙HiME 0〜S.ifr〜（2008年、エリオット・チャンドラー）
- 家庭教師ヒットマンREBORN! ジャンプスーパーアニメツアー2009 ボンゴレ式修学旅行、来る! THE COMPLETE MEMORIAL（2009年、フゥ太）

2010年代
- 聖痕のクェイサー 女帝の肖像（2010年、サーシャ / アレクサンドル＝ニコラエビッチ＝ヘル）
- ひよ恋（2010年、相沢夏輝）
- 猫神やおよろず OVA（2012年、ゴン太）
- イナズマイレブン Reloaded（2018年、亜風炉照美）

### Webアニメ
2000年代
- イヴの時間（2008年、マサキ〈子供時代〉）
- 亡念のザムド（2008年、ナキアミ）

2010年代
- ベイウォーリアーズ サイボーグ（2015年、ラモン〈子供時代〉）
- ホイッスル!（ボイスリメイク版）（2016年、山口杉太）
- イナズマイレブン アウターコード（2017年、亜風炉照美）
- おしりたんてい（2017年、おしりたんてい）
- B: The Beginning（2018年、皆月〈幼少期〉）

2020年代
- 薄明の翼（2020年、ホップ）
- ノー・ガンズ・ライフ ミニ（2020年、セブン）
- スター・ウォーズ: ビジョンズ「The Duel」（2021年、少年村長）
- イロナス（2022年、咲峰紗月）
- 君に届け 3RD SEASON（2024年、吉田千鶴）

### ゲーム
2006年
- BLOOD+ ONE NIGHT KISS（池川の子供）

2007年
- Another Century's Episode 3 THE FINAL（レントン・サーストン）
- Yes!プリキュア5（2007年 - 2008年、夢原のぞみ / キュアドリーム） - 2作品
- みんなのGOLF ポータブル2（レオ）
- ルミナスアーク（テオ）

2008年
- 赤い糸 DS（山岸美亜）
- スーパーロボット大戦Z（レントン・サーストン）
- ファンタジーアース ゼロ Awaking of Kings（エラ）

2009年
- THE IDOLM@STER Dearly Stars（秋月涼）
- アガレスト戦記ZERO（ニール）
- 悪魔城ドラキュラ ジャッジメント（エリック・リカード）
- イナズマイレブン シリーズ（2009年 - 2010年、アフロディ） - 2作品
- スーパーロボット大戦NEO（大桃タロウ）
- テイルズ オブ グレイセス（リチャード〈少年期〉）
- ファンタジーアース ゼロ（活発な少年I：ボイスチケット♂IX）
- Bloody Call（エン＝ソフ）
- リーナのアトリエ 〜シュトラールの錬金術士〜（ユング）

2010年
- カードでちゃくしん!たまごっち!（メロディっち）
- ストライクウィッチーズ -あなたとできること A Little Peaceful Days-（中島錦）
- ストライクウィッチーズ 白銀の翼（中島錦）
- たまごっちのなりきりチャレンジ（メロディっち）
- .hack//Link（九竜トキオ）
- トトリのアトリエ 〜アーランドの錬金術士2〜（ジーノ・クナープ、ちむ〈♂〉）
- ノーモア★ヒーローズ 英雄たちの楽園（バッドガール）
- メタルファイト ベイブレード 爆神スサノオ襲来!（角谷正宗）
- メタルファイト ベイブレード ポータブル 超絶転生! バルカンホルセウス（角谷正宗）
- メタルファイト ベイブレード 頂上決戦!ビッグバン・ブレーダーズ（角谷正宗）

2011年
- THE IDOLM@STER 2（秋月涼）※PS3版・DLCによる追加キャラクター
- Another Century's Episode Portable（レントン・サーストン）
- イナズマイレブン ストライカーズ（2011年 - 2012年、アフロディ） - 3作品
- イナズマイレブンGO シャイン / ダーク（アフロディ）
- ヴァイスシュヴァルツ ポータブル（秋月涼）
- 死神と少女（夏目悠希、夏目姉）
- 第2次スーパーロボット大戦Z 破界篇 / 再世篇（2011年 - 2012年、レントン・サーストン） - 2作品
- たまごっちコレクション（メロディっち）
- 超次元ゲイム ネプテューヌmk2（神宮寺ケイ）
- トリコ グルメサバイバル!（フォン・ド・ボーノ）
- メルルのアトリエ 〜アーランドの錬金術士3〜（ジーノ・クナープ、ちむ〈♂〉）

2012年
- アイドルマスター グラビアフォーユー! Vol.9（秋月涼）
- unENDing Bloody Call（エン＝ソフ）
- たまごっちリズム TamaRiz（ライトっち）
- .hack//Versus（9 / 九竜トキオ）
- トトリのアトリエPlus 〜アーランドの錬金術士2〜（ジーノ・クナープ）
- トリコ グルメサバイバル!2（フォン・ド・ボーノ）
- トリコ グルメモンスターズ!（フォン・ド・ボーノ）
- 闇からのいざない TENEBRAE I（三枝草・パトリシア・薫）
- ルーンファクトリー4（息子）
- リング☆ドリーム 女子プロレス大戦（雪女、バッファロー北村、牛ノ宮まくら）

2013年
- 境界線上のホライゾン PORTABLE（フローレス・バルデス、ニコラス・ベーコン）
- ジョジョの奇妙な冒険 オールスターバトル（ナランチャ・ギルガ）
- スーパーロボット大戦Operation Extend（大桃タロウ）
- たまごっち!せーしゅんのドリームスクール（ライトっち）
- ドラえもん のび太のひみつ道具博物館（クルト）
- メルルのアトリエ Plus 〜アーランドの錬金術士3〜（ジーノ・クナープ）

2014年
- THE IDOLM@STER SHINY TV（秋月涼）※DLCによる追加キャラクター
- アイドルマスター ワンフォーオール（秋月涼）※DLCによる追加キャラクター
- 禁忌のマグナ（シャモニ）
- グランブルーファンタジー（フュリアス）
- コアマスターズ（ノエル）
- スクールガールストライカーズ（降神あから）
- 超次次元ゲイム ネプテューヌRe;Birth2 SISTERS GENERATION（神宮寺ケイ）
- ヒーローバンク（豪勝カイト）
- ヒーローバンク2（豪勝カイト）

2015年
- クイズRPG 魔法使いと黒猫のウィズ（ルシェ・ワダツミ）
- Goes!（都竹天）
- ジョジョの奇妙な冒険 アイズオブヘブン（ナランチャ・ギルガ）
- メイデンクラフト（岩城鉄子）

2016年
- アイドルマスター SideM（2016年 - 2023年、秋月涼）
- アイドルマスター シンデレラガールズ（秋月涼）
- チェインクロニクル（アステリア）
- NARUTO -ナルト- 疾風伝 ナルティメットストーム4（うずまきボルト）※初回封入のDL特典で登場
- マジガーーーーール!!!（境莉央）

2017年
- シノアリス（ピノキオ）
- アイドルマスター SideM LIVE ON ST@GE!（2017年 - 2020年、秋月涼）
- デジモンストーリー サイバースルゥース ハッカーズメモリー（乃木優）
- 妖怪ウォッチ ぷにぷに（アフロディ）
- グリムノーツ（魔術師マーリン）
- プリキュア つながるぱずるん（夢原のぞみ / キュアドリーム）
- オルタンシア・サーガ -蒼の騎士団-（ジェラルド）

2018年
- 銀魂乱舞（晴太）
- サーヴァント オブ スローンズ（オレール・フィヨル）
- フューチャーカード バディファイト 誕生!オレたちの最強バディ!（大宇宙カナタ）
- キャプテン翼ZERO 〜決めろ！ミラクルシュート〜（大空翼）
- アズールレーン（ジャマイカ）
- オーディンクラウン（リルクル）
- 白猫プロジェクト（ノエル・アレス）

2019年
- JUMP FORCE（うずまきボルト）
- チョコボの不思議なダンジョン エブリバディ!（ラファエロ）
- ルルアのアトリエ 〜アーランドの錬金術士4〜（ちむどらごん）
- スーパードラゴンボールヒーローズ ワールドミッション（暗黒魔神エリートタイプ）
- ポケモンマスターズ / EX（2019年 - 2025年、ユウキ、ホップ）
- ドラゴンクエストXI 過ぎ去りし時を求めて S（グレイグ〈幼少期〉、ぱふぱふ娘〈エドゥリス〉）
- スーパーロボット大戦X-Ω（レントン・サーストン）

2020年
- 東京放課後サモナーズ（犬坂毛野タネトモ）
- キャプテン翼 RISE OF NEW CHAMPIONS（大空翼）
- サクラ革命 〜華咲く乙女たち〜（猿沖なお）
- Go!Go!5次元GAME ネプテューヌ re★Verse（神宮寺ケイ）

2021年
- アイドルマスター ポップリンクス（秋月涼）
- ぷよぷよ!!クエスト（夢原のぞみ / キュアドリーム）
- アイドルマスター SideM GROWING STARS（2021年 - 2023年、秋月涼）
- ファイアーエムブレム ヒーローズ（2021年 - 2022年、マーシャ、ヒルダ）

2022年
- 鋼の錬金術師 MOBILE（プライド）
- 原神（ミカ）
- チョコボGP（ラファエロ）
- ノーモア★ヒーローズ3（バッドガール、オーマ）
- たとえばラストダンジョン前の村の少年が序盤の街で暮らすような物語〜ドタバタ英雄譚〜（ユーグ）
- 機動戦士ガンダム 鉄血のオルフェンズG（598）

2023年
- サマータイムレンダ Another Horizon（南方竜之介）
- モンスターストライク（プライド）
- 共闘ことばRPG コトダマン（八神太一）

2024年
- パズドラ（八神太一）

### ドラマCD
- THE IDOLM@STER Dearly Stars シリーズ（秋月涼）
  - THE IDOLM@STER DREAM SYMPHONY 01 水谷絵理（ドラマパート）
  - THE IDOLM@STER DREAM SYMPHONY 03 日高愛（ドラマパート）
  - アイドルマスター Neue Green for ディアリースターズ ドラマCD
  - アイドルマスター Splash Red for ディアリースターズ ドラマCD
  - アイドルマスター Innocent Blue for ディアリースターズ ドラマCD
- あそびにいくヨ! シリーズ（嘉和騎央）
  - あそびにいくヨ! 1
  - あそびにいくヨ! 2 作戦名「うにゃーくん」
  - あそびにいくヨ! 3 たのしいねこのつかいかた
  - あそびにいくヨ! 4 やめてとめてのうちゅうせん
- ギャラクシーエンジェル シリーズ（ココモ・ペイロー）
  - GALAXY ANGEL ドラマCD 「飛び込んできたTWIN・STAR」
  - 日めくりCD ギャラクシーエンジェル Vol.1〜4
  - ラジオドラマCD 金のギャラクシーエンジェル
  - ラジオドラマCD 銀のギャラクシーエンジェル
  - ギャラクシーエンジェル ドラマCD 赤 〜TV-G編〜
  - ギャラクシーエンジェル ドラマCD 白 〜A-TV編〜
- Goes!ドラマCDシリーズ（都竹天）
- 私立クレアール学園（東雲海斗）
- テイルズ オブ グレイセス（リチャード〈少年期〉）
- 天正やおよろず 食券争奪道中記（神無）
- ハイガクラ〜吉里吉里舞〜（蒲牢）
- Bloody Call ドラマCD・I 〜NEDE編〜（エン＝ソフ）
- プリキュアシリーズ（夢原のぞみ）
  - Yes!プリキュア5 ドラマ&Vocalアルバム1 ココ&ナッツ 〜ふたりの王子〜
  - Yes!プリキュア5 ドラマ&Vocalアルバム2 ココ&ナッツ 〜先生と店長〜
- みつどもえ DRAMA CD 伝説のはじまり（佐藤信也）
- SUPER LOVERS（海棠零〈幼少〉）

### オーディオドラマ
- アイドルマスター SideM「315 PASSION CONTENTS」（2024年、秋月涼） - 3作品[一覧 36]

### オーディオブック
- Audible 腹を割ったら血が出るだけさ[143]（2022年、朗読）
- Audible 戯言シリーズ（2023年 - 2024年、朗読） - 10作品[一覧 37]

### 吹き替え

#### 映画
2009年
- ザ・アビス 首都沈没（フィリップ）

2016年
- COP CAR/コップ・カー（ハリソン〈ヘイズ・ウェルフォード〉）
- サイバー・ストーカー（ニコール〈レベッカ・ナオミ・ジョーンズ〉）
- ダンス・レボリューション ザ・ニュースタイル（ナディーン〈ディーナ・カプラン〉）
- ポセイドン・アドベンチャー（ロビン・シェルビー〈エリック・シーア〉）※BS-TBS版

2018年
- ガン・シティ〜動乱のバルセロナ〜（サラ）

2019年
- アナと世界の終わり（ステフ〈サラ・スワイヤー〉）

#### ドラマ
2008年
- CSI:7 科学捜査班 #5
- 4400 未知からの生還者4 #5（ビリー）

2012年
- シティーハンター in Seoul（チェ・ダヘ〈ク・ハラ〉）

2016年
- ボニー&クライド/俺たちに明日はない（ボニー・パーカー〈ホリデイ・グレインジャー〉）
- ノンストップ・スリラー「暴走地区-ZOO-」（ダリエラ〈アリッサ・ディアス〉）

2017年
- Misfits/ミスフィッツ-俺たちエスパー!（アリーシャ〈アントニア・トーマス〉）

2021年
- FBI: Most Wanted 〜指名手配特捜班〜（シェリル・バーンズ〈ロキシー・スターンバーグ〉）

2022年
- レッド・エレクション（ベアトリス・オギルヴィ〈リディア・レオナルド〉）

#### アニメ
- プリンセスと魔法のキス（2010年、シャーロット）
- LEGO スター・ウォーズ:ヨーダ・クロニクル（2014年、モン・モスマ、ベネ）
- トムとジェリー スパイ・クエスト（2015年、ミス・ジェイド）
- LEGO スター・ウォーズ:ドロイド・テイルズ（2015年、シミ・スカイウォーカー、サビーヌ、モン・モスマ）
- LEGO(R)スクービー・ドゥー: モンスターズ・ハリウッド（2016年、ドレディアン・ボリーク）
- ドラゴンズドグマ（2020年、ルイ[157]）
- スター・ウォーズ: ビジョンズ（2021年、少年村長）

### ボイスオーバー
- ナショナル ジオグラフィック ファーム・ドリーム：農場お助け仕事人！（2024年）

### ラジオCD
- 聖痕のクェイサーラジオ! 〜ミハイロフ学園放送部〜 THE END OF ハラShowタイム!!

### ナレーション
2008年
- 人志松本のゆるせない話（フジテレビ）
- 人志松本のゆるせない話2（フジテレビ）
- 人志松本のゆるせない話3（フジテレビ）
- 人志松本のゆるせない話4（フジテレビ）
- ドラマ 絶対彼氏。 CM（フジテレビ）
- 絶好調人気連ドラ一体どうなる最終回!?（フジテレビ）

2009年
- モクスペ「今夜見逃したら2度と見られない!? 世界の激レア映像大公開!!X/365シアター」（日本テレビ 2009年2月5日）
- 人志松本の○○な話 火曜23時枠版（フジテレビ 2009年4月14日 - 2010年3月16日）
- シュミコン（フジテレビ 2009年4月28日）
- 体で遊ぶゲームパークテスト・ザ・ボディ（フジテレビ 2009年7月4日）
- お台場合衆国番宣（フジテレビ）

2010年
- 土曜プレミアム 人志松本の○○な話1周年絶対タメになる話SP（フジテレビ 2010年3月6日）
- 人志松本の○○な話 土曜19時版（フジテレビ 2010年5月8日 - 9月18日）
- 人志松本の○○な話ヨダレが出る話SP!!（フジテレビ 2010年6月5日）
- 人志松本の○○な話 金曜23時版（フジテレビ 2010年10月8日 -）
- スピンオフ!!（フジテレビ 2010年11月20日）

2011年
- 人志松本のいっぱい○○な話〜ヨダレも決めても豪華有名人SP（フジテレビ 2011年4月1日）

2013年
- お台場合衆国番宣（フジテレビ）
- 世界なるほど！CM学院 (テレビ朝日 2013年7月28日)

2014年
- コヤブガチピン写真館（CSフジテレビONE）

2015年
- お台場合衆国番宣（フジテレビ）

2016年
- 土曜プレミアム THEミッション （フジテレビ）
- 浜頭・古藪のおしゃべり1本勝負inシンガポール （BSスカパー）
- 嵐ツボ（フジテレビ）
- 「小籔大説法〜旅とグルメの世直し説法バラエティ〜」（CSフジテレビONE）

2017年
- 嵐ツボ（フジテレビ）

2018年
- 嵐ツボ（フジテレビ）

2019年
- プライムニュース イブニング 特報コーナー（フジテレビ）
- 億女のヒミツ（関西テレビ）
- FNS27時間テレビ 〜にほんのスポーツは強いっ！〜PR（フジテレビ）
- 27時間テレビがわかる店（フジテレビ）

2020年
- 嵐ツボ （フジテレビ）

2021年
- 二宮ん家（フジテレビ）

2023年
- 二宮ん家（フジテレビ）

2024年
- 二宮ん家（フジテレビ）
- 何で10円なんですか？（フジテレビ）

2025年
- 二宮ん家（フジテレビ）

### CM
- ジョイフル ジョイキッズCM（キュアドリーム／2008年）
- マクドナルド ハッピーセットCM（キュアドリーム／2008年、メロディっち／2010年）
- フリュー ジュエルペット 魔法のリズムでイェイッ!CM（ナレーション／2011年）
- エプソン品川アクアスタジアム TVCM（ナレーション／2013年）
- 大磯ロングビーチ TVCM（ナレーション／2013年）
- カセキホリダー ムゲンギアCM （ナレーション/2014年）
- ウルトラジャンプTVCM（ナランチャ・ギルガ/2015年）
- マーベル ツムツム （ナレーション/2016年）

### ラジオ
※はインターネット配信。
- あみっけ・ゆうゆのパセラジ（声優アニメイト+hm3※）
- 亜美・実華・由布子のこれからガンバる。（声優アニメイト+hm3※）
- 三瓶由布子の育て!黄色いアヒル豆!!（2006年 - 2009年、声優・V-STATION※）
- 三瓶由布子の超ラジ!Girls（2008年 - 2010年、超!A&G+※）
  - 三瓶由布子の超ラジ!Girls 大将学（文化放送・超!A&G+※）
  - 三瓶由布子の超ラジ!Girls 大将リターンズ!（文化放送・超!A&G+※）
- エウレカセブン RADIO ray=out（文化放送・毎日放送・BSQR489）
- エウレカセブン別冊ray=out袋とじ（西陣）
- .hack//Link RADIO 「二人じゃないと」（文化放送・超!A&G+※）
- めいめいもう〜黄色いアヒル豆Ver. 〜（ラジオ大阪）
- 亡念のザムド ザンバニ号放送局（2009年、音泉※）
- wai! wai! BOX☆”（2010年 - 2014年、エフエム富士）
- 三瓶由布子・真堂圭のすきまらじお（2013年 - 2014年、超!A&G+※・マリン・エンタテインメント※）
- アイドルマスター SideM ラジオ 315プロNight!（2018年 - 2019年、2020年、ニコニコ生放送※）
- THE IDOLM@STER MUSIC ON THE RADIO（2019年、ニコニコ生放送※） - アシスタントパーソナリティー

### テレビ番組
※はインターネット配信。
- ディアリーステーション（2009年、ニコニコ動画「たるき亭」ch※）
- シャーロックホームズ（2014年、NHKEテレ）指輪をなくした女子生徒、イノーク・ドレッバー、ハリソン先生、ヘンダーソン、ストーナー先生
- ハムラアキラ〜世界で最も不運な探偵〜（2020年、NHK総合）6話、7話 スクープDON丼コメンテーター

### デジタルコミック
- VOMIC 保健室の死神（2011年、明日葉郁）
- VOMIC 貧乏神が!（2015年、紅葉）
- ボイコミ ドリトライ（2023年、大神青空）
- 日本なにわ国（2024年、安藤久美子 [158]）

### 舞台
- ぷろだくしょんバオバブ30周年記念公演「歓喜の歌」（2010年12月1日 - 5日、前進座劇場）佐伯薫 役
- 劇団岸野組 改訂版 モトイヌ（2017年5月21日 - 28日、本多劇場）クロ 役[注 5]

### その他コンテンツ
- 完全勝利ダイテイオー プロモーションディスク 完全勝利Ver.（大桃タロウ[159]）
- 黒神 The Animation ブルーレイ 3巻 特典映像 サウンドコミック 「茜さんの午後」（少年慶太）
- メロディバイオリン（メロディっち）
- クレアの秘宝伝〜はじまりの扉と太陽の石〜（レオン）
- クレアの秘宝伝〜眠りの塔とめざめの石〜（レオン[160]）
- クレアの秘宝伝 女神の夢と魔法の遺跡（レオン）
- ノベルアプリ『RENT HEAD』（安田Q[161]）
- ボイノベ「テイルズ オブ ヴェスペリア -断罪者の系譜-」（ユーリ〈少年時代〉[162]）
- とんかつ さぼてん（サクサクかつモン）
- Clock over ORQUESTA（栗花落四麻〈少年〉[163]）

## ディスコグラフィ

### キャラクターソング
| 発売日   | 商品名                                                                                                   | 歌 | 楽曲 | 備考                                                                                           |
| 2003年   | 2003年                                                                                                   | 2003年 | 2003年 | 2003年                                                                                         |
| -------- | --- | --- | --- | ---------------------------------------------------------------------------------------------- |
| 3月26日  | ギャラクシーエンジェルでFEVER!                                                                           | コモモ・ペイロー（三瓶由布子）、マリブ・ペイロー（サエキトモ）、メアリー少佐（大原さやか） | 「Mission“T”」 | テレビアニメ『ギャラクシーエンジェル』関連曲                                                   |
| 2004年   | | | |                                                                                                |
| -        | スペシャル特典CD パールのギャラクシーエンジェル                                                          | マリブ・ペイロー（サエキトモ）、コモモ・ペイロー（三瓶由布子） | 「どぅびどぅび♪シークレット〜銀Ver.〜」 | テレビアニメ『ギャラクシーエンジェル』関連曲                                                   |
| 2007年   | | | |                                                                                                |
| 8月10日  | Yes!プリキュア5 Vocalアルバム1 〜青春乙女LOVE&DREAM〜                                                    | 夢原のぞみ（三瓶由布子） | 「もん! 太陽ドリーム」 | テレビアニメ『Yes!プリキュア5』関連曲                                                          |
| 8月10日  | Yes!プリキュア5 Vocalアルバム1 〜青春乙女LOVE&DREAM〜                                                    | ぷりきゅあ5 | 「メタモルフォーゼ 〜青春乙女LOVE&DREAM〜」 | テレビアニメ『Yes!プリキュア5』関連曲                                                          |
| 11月9日  | Yes!プリキュア5 Vocalアルバム2 〜VOCAL EXPLOSION!〜                                                      | 夢原のぞみ（三瓶由布子） | 「オッケー・バトン」 | テレビアニメ『Yes!プリキュア5』関連曲                                                          |
| 11月9日  | Yes!プリキュア5 Vocalアルバム2 〜VOCAL EXPLOSION!〜                                                      | ぷりきゅあ5 | 「1,2,シュート!〜Five Explosion〜」 | テレビアニメ『Yes!プリキュア5』関連曲                                                          |
| 2008年   | | | |                                                                                                |
| 3月26日  | Yes!プリキュア5 ボーカルベスト!!                                                                         | ぷりきゅあ5 | 「プリキュア5、スマイル go go!」 | テレビアニメ『Yes!プリキュア5』関連曲                                                          |
| 8月6日   | Yes!プリキュア5GoGo! Vocalアルバム1 My dear friend〜プリキュアからの招待状〜                             | 夢原のぞみ（三瓶由布子） with 夏木りん（竹内順子） | 「リング・りん・リンク」 | テレビアニメ『Yes!プリキュア5』関連曲                                                          |
| 8月6日   | Yes!プリキュア5GoGo! Vocalアルバム1 My dear friend〜プリキュアからの招待状〜                             | ぷりきゅあ5 | 「Shine 5 Hearts」 | テレビアニメ『Yes!プリキュア5』関連曲                                                          |
| 8月6日   | Yes!プリキュア5GoGo! Vocalアルバム1 My dear friend〜プリキュアからの招待状〜                             | 夏木りん（竹内順子） with 夢原のぞみ（三瓶由布子） | 「おかえりなさい」 | テレビアニメ『Yes!プリキュア5』関連曲                                                          |
| 12月3日  | Yes!プリキュア5GoGo! Vocalアルバム2 SWITCH ON! 〜そして、世界は拡がっていく〜                            | ぷりきゅあ5 plus くるみ | 「明日、花咲く。笑顔、咲く。」 | テレビアニメ『Yes!プリキュア5』関連曲                                                          |
| 2009年   | | | |                                                                                                |
| 7月8日   | 夏のあらし! キャラクターソングアルバム 歌声喫茶方舟                                                      | 八坂一（三瓶由布子） | 「心の旅」 「東京ブギウギ」 | テレビアニメ『夏のあらし!』挿入歌                                                              |
| 7月8日   | 夏のあらし! キャラクターソングアルバム 歌声喫茶方舟                                                      | 嵐山小夜子（白石涼子）、八坂一（三瓶由布子） | 「悪魔がにくい」 | テレビアニメ『夏のあらし!』挿入歌                                                              |
| 7月23日  | 夏のあらし! DVD第2巻 初回限定版特典CD                                                                    | 八坂一（三瓶由布子） | 「想い出がいっぱい」 | テレビアニメ『夏のあらし!』挿入歌                                                              |
| 9月9日   | THE IDOLM@STER DREAM SYMPHONY 00 "HELLO!!"                                                               | 日高愛（戸松遥）、水谷絵理（花澤香菜）、秋月涼（三瓶由布子） | 「"HELLO!!"（M@STER VERSION）」 「ハッピース」 | ゲーム『THE IDOLM@STER Dearly Stars』関連曲                                                    |
| 11月4日  | THE IDOLM@STER DREAM SYMPHONY 02 秋月涼                                                                  | 秋月涼（三瓶由布子） | 「Dazzling World（M@STER VERSION）」 「ヒミツの珊瑚礁」 「エージェント夜を往く（M@STER VERSION）」 「shiny smile（M@STER VERSION）」 「"HELLO!!"（M@STER VERSION）」 | ゲーム『THE IDOLM@STER Dearly Stars』関連曲                                                    |
| 12月23日 | 夏のあらし! キャラクターソングアルバム 歌声喫茶方舟〜アキナイチュウ〜                                    | 八坂一（三瓶由布子） | 「夏休み」 | テレビアニメ『夏のあらし! 〜春夏冬中〜』挿入歌                                                 |
| 2010年   | | | |                                                                                                |
| 3月10日  | 夏のあらし! 〜春夏冬中〜 DVD第3巻 初回限定版                                                             | 八坂一（三瓶由布子）、上賀茂潤（小見川千明） | 「情熱の嵐」 | テレビアニメ『夏のあらし! 〜春夏冬中〜』関連曲                                                 |
| 3月17日  | private wing                                                                                             | 諏訪天姫（花澤香菜）、中島錦（三瓶由布子） | 「ブックマーク ア・ヘッド」 | ゲーム『ストライクウィッチーズ -あなたとできること A Little Peaceful Days-』エンディングテーマ |
| 5月12日  | THE IDOLM@STER BEST OF 765+876=!! VOL.01                                                                 | 秋月涼（三瓶由布子） | 「Dazziling World（M@STER VERSION）」 | ゲーム『THE IDOLM@STER』関連曲                                                                 |
| 6月2日   | THE IDOLM@STER BEST OF 765+876=!! VOL.2                                                                  | 萩原雪歩（長谷優里奈）、秋月律子（若林直美）、星井美希（長谷川明子）、四条貴音（原由実）、秋月涼（三瓶由布子） | 「DREAM」 | ゲーム『THE IDOLM@STER』関連曲                                                                 |
| 6月23日  | THE IDOLM@STER BEST OF 765+876=!! VOL.03                                                                 | IM@S ALLSTARS1641 | 「THE IDOLM@STER」 | ゲーム『THE IDOLM@STER』関連曲                                                                 |
| 7月3日   | THE IDOLM@STER BEST OF 765+876=!! THE iDRE@MLOST                                                         | 秋月涼（三瓶由布子） | 「DREAM」 | ゲーム『THE IDOLM@STER』関連曲                                                                 |
| 10月21日 | 家庭教師ヒットマンREBORN! 公式キャラソンSINGLE大全集2〜ボンゴレファミリーうたのカルネヴァーレ第2弾だ!!〜 | 沢田綱吉 with ボンゴレファミリー | 「ファミリー・改〜VSミルフィオーレ〜」 | テレビアニメ『家庭教師ヒットマンREBORN!』関連曲                                                |
| 12月1日  | ハッピーハッピーハーモニー                                                                               | ラブリン（真堂圭）、メロディっち（三瓶由布子）、くろまめっち（加藤奈々絵） | 「GO-GO たまごっち!〜ラブリン&メロディっち&くろまめっち〜（TVサイズ）」                                                                                              | テレビアニメ『GO-GO たまごっち!}』オープニングテーマ                                           |
| 2011年   | | | |                                                                                                |
| 3月23日  | 君に届け Secret Party 〜北幌高校学校祭アナザーサイド                                                     | 矢野あやね（沢城みゆき）、吉田千鶴（三瓶由布子） | 「渚のシンドバッド」 | テレビアニメ『君に届け』関連曲                                                                 |
| 3月23日  | 君に届け Secret Party 〜北幌高校学校祭アナザーサイド                                                     | 黒沼爽子（能登麻美子）、風早翔太（浪川大輔）、矢野あやね（沢城みゆき）、吉田千鶴（三瓶由布子）、真田龍（中村悠一）、胡桃沢梅（平野綾）、三浦健人（宮野真守）                                                                                                 | 「きみにとどけ」 | テレビアニメ『君に届け』関連曲                                                                 |
| 4月6日   | みつどもべすと                                                                                           | 千葉雄大（山本和臣）、佐藤信也（三瓶由布子） | 「青春はハナヂ色」 | テレビアニメ『みつどもえ』関連曲                                                               |
| 7月27日  | 猫神やおよろず キャラクターソングvol.1                                                                   | ゴン太（三瓶由布子） | 「狐のヨメ取り大作戦!」 | テレビアニメ『猫神やおよろず』関連曲                                                           |
| 10月5日  | THE IDOLM@STER ANIM@TION MASTER 03                                                                       | 765+876PRO ALLSTARS | 「GO MY WAY!!」 | テレビアニメ『THE IDOLM@STER』エンディングテーマ                                               |
| 2014年   | | | |                                                                                                |
| 3月12日  | 映画プリキュアオールスターズ NewStage3 永遠のともだち                                                    | キュアブラック（本名陽子）、キュアブルーム（樹元オリエ）、キュアドリーム（三瓶由布子）、キュアピーチ（沖佳苗）、キュアブロッサム（水樹奈々）、キュアメロディ（小清水亜美）、キュアハッピー（福圓美里）、キュアハート（生天目仁美）、キュアラブリー（中島愛） | 「プリキュア・メモリ（NewStage3 Version）」 | 劇場版アニメ『映画 プリキュアオールスターズNewStage3 永遠のともだち』エンディングテーマ        |
| 2016年   | | | |                                                                                                |
| 5月1日   | ストライクウィッチーズ 秘め歌コンプリートBOX『STRIKE WITCHES』                                           | 諏訪天姫（花澤香菜）、中島錦（三瓶由布子） | 「ブックマーク ア・ヘッド」 | ゲーム『ストライクウィッチーズ -あなたとできること A Little Peaceful Days-』エンディングテーマ |
| 10月26日 | THE IDOLM@STER SideM ST@RTING LINE -14 F-LAGS                                                            | F-LAGS | 「夢色VOYAGER」 「With...STORY」 「DRIVE A LIVE」 | ゲーム『アイドルマスター SideM』関連曲                                                         |
| 12月21日 | THE IDOLM@STER SideM ORIGIN@L PIECES 02                                                                  | 秋月涼（三瓶由布子） | 「羽ばたきのMy Soul」 | ゲーム『アイドルマスター SideM』関連曲                                                         |
| 2017年   | | | |                                                                                                |
| 2月1日   | Beyond The Dream                                                                                         | 315プロダクション所属アイドル | 「Beyond The Dream」 | ゲーム『アイドルマスター SideM』テーマソング                                                   |
| 2月1日   | Beyond The Dream                                                                                         | 315プロダクション所属アイドル（メンタル） | 「Beyond The Dream」 | ゲーム『アイドルマスター SideM』テーマソング                                                   |
| 2018年   | | | |                                                                                                |
| 2月14日  | THE IDOLM@STER SideM 3rd ANNIVERSARY DISC 02 FRAME & もふもふえん & F-LAGS                               | F-LAGS | 「♡Cupids!」 | ゲーム『アイドルマスター SideM』関連曲                                                         |
| 2月14日  | THE IDOLM@STER SideM 3rd ANNIVERSARY DISC 02 FRAME & もふもふえん & F-LAGS                               | FRAME、もふもふえん、F-LAGS | 「Compass Gripper!!!」 | ゲーム『アイドルマスター SideM』関連曲                                                         |
| 2月24日  | THE IDOLM@STER SideM 3rd ANNIVERSARY SOLO COLLECTION 02                                                  | 秋月涼（三瓶由布子） | 「♡Cupids!」 | ゲーム『アイドルマスター SideM』関連曲                                                         |
| 8月29日  | 「燃えてヒーロー」コレクション 小学生編                                                                  | 大空翼（三瓶由布子） | 「燃えてヒーロー」 | テレビアニメ『キャプテン翼』エンディングテーマ                                                 |
| 8月29日  | 「燃えてヒーロー」コレクション 小学生編                                                                  | 大空翼（三瓶由布子）、岬太郎（福原綾香） | 「燃えてヒーロー」 | テレビアニメ『キャプテン翼』エンディングテーマ                                                 |
| 8月29日  | 「燃えてヒーロー」コレクション 小学生編                                                                  | 大空翼（三瓶由布子）、若林源三（鈴村健一）、岬太郎（福原綾香）、日向小次郎（佐藤拓也）、三杉淳（斉藤壮馬） | 「燃えてヒーロー」 | テレビアニメ『キャプテン翼』エンディングテーマ                                                 |
| 12月5日  | THE IDOLM@STER SideM WakeMini! MUSIC COLLECTION 02                                                       | 315 STARS（メンタル Ver.） | 「Friendly Smile」 | テレビアニメ『アイドルマスター SideM 理由あってMini!』エンディングテーマ                       |
| 12月19日 | 「燃えてヒーロー」コレクション 中学生編                                                                  | 大空翼（三瓶由布子） | 「燃えてヒーロー（中学生編アレンジ）」 | テレビアニメ『キャプテン翼』エンディングテーマ                                                 |
| 12月19日 | 「燃えてヒーロー」コレクション 中学生編                                                                  | 大空翼（三瓶由布子）、日向小次郎（佐藤拓也） | 「燃えてヒーロー（中学生編アレンジ）」 | テレビアニメ『キャプテン翼』エンディングテーマ                                                 |
| 12月19日 | 「燃えてヒーロー」コレクション 中学生編                                                                  | 大空翼（三瓶由布子）、日向小次郎（佐藤拓也）、若島津健（梅原裕一郎）、松山光（羽多野渉）、三杉淳（斉藤壮馬）、若林源三（鈴村健一）、岬太郎（福原綾香） | 「燃えてヒーロー（中学生編アレンジ）」 | テレビアニメ『キャプテン翼』エンディングテーマ                                                 |
| 2019年   | | | |                                                                                                |
| 3月15日  | THE IDOLM@STER SideM WakeMini! SOLO COLLECTION 02 MENTAL Ver.                                            | 秋月涼（三瓶由布子） | 「Friendly Smile」 | テレビアニメ『アイドルマスター SideM 理由あってMini!』関連曲                                   |
| 4月10日  | キャプテン翼 Blu-ray BOX 〜中学生編 上巻〜 特典CD                                                        | 大空翼（三瓶由布子） | 「冬のライオン」 | テレビアニメ『キャプテン翼』関連曲                                                             |
| 5月10日  | THE IDOLM@STER SideM 4th ANNIVERSARY DISC「LIVE in your SMILE / DREAM JOURNEY」                          | DRAMATIC STARS、Jupiter、Beit、High×Joker、Café Parade、もふもふえん、F-LAGS | 「DREAM JOURNEY」 | ゲーム『アイドルマスター SideM』関連曲                                                         |
| 12月4日  | THE IDOLM@STER SideM WORLD TRE@SURE 11                                                                   | 天ヶ瀬冬馬（寺島拓篤）、猫柳キリオ（山下大輝）、秋月涼（三瓶由布子） | 「もくろみインディアNight」 「MEET THE WORLD!（INDIA Ver.）」 | ゲーム『アイドルマスター SideM LIVE ON ST@GE!』関連曲                                          |
| 12月18日 | THE IDOLM@STER SideM 5th ANNIVERSARY DISC 01 PRIDE STAR                                                  | 315 ALLSTARS | 「PRIDE STAR」 「DRIVE A LIVE」 「Reason!!」 「GLORIOUS RO@D」 | ゲーム『アイドルマスター SideM』関連曲                                                         |
| 2020年   | | | |                                                                                                |
| 1月22日  | THE IDOLM@STER SideM 5th ANNIVERSARY DISC 02 DRAMATIC STARS&神速一魂&F-LAGS                              | F-LAGS | 「Waving FLAGS」 | ゲーム『アイドルマスター SideM』関連曲                                                         |
| 1月22日  | THE IDOLM@STER SideM 5th ANNIVERSARY DISC 02 DRAMATIC STARS&神速一魂&F-LAGS                              | DRAMATIC STARS、神速一魂、F-LAGS | 「Fine Day! Find Way!」 | ゲーム『アイドルマスター SideM』関連曲                                                         |
| 3月6日   | THE IDOLM@STER SideM 5th ANNIVERSARY UNIT COLLECTION -PRIDE STAR-                                        | F-LAGS | 「PRIDE STAR」 | ゲーム『アイドルマスター SideM』関連曲                                                         |
| 8月26日  | THE IDOLM@STER SideM 5th ANNIVERSARY SOLO COLLECTION 01                                                  | 秋月涼（三瓶由布子） | 「Waving FLAGS」 | ゲーム『アイドルマスター SideM』関連曲                                                         |
| 2021年   | | | |                                                                                                |
| 2月7日   | THE IDOLM@STER SideM UNIT COLLECTION -MEET THE WORLD!-                                                   | 315 ALLSTARS | 「MEET THE WORLD!」 | ゲーム『アイドルマスター SideM』関連曲                                                         |
| 2月7日   | THE IDOLM@STER SideM UNIT COLLECTION -MEET THE WORLD!-                                                   | F-LAGS | 「MEET THE WORLD!」 | ゲーム『アイドルマスター SideM』関連曲                                                         |
| 4月7日   | THE IDOLM@STER SideM NEW STAGE EPISODE:15 F-LAGS                                                         | F-LAGS | 「Hope's Journey」 「NEXT STAGE!」 | ゲーム『アイドルマスター SideM』関連曲                                                         |
| 7月21日  | THE IDOLM@STER SideM ST@RTING LINE -BEST                                                                 | F-LAGS | 「夢色VOYAGER（SL BEST Ver.）」 「With...STORY （SL BEST Ver.）」 | ゲーム『アイドルマスター SideM』関連曲                                                         |
| 9月29日  | THE IDOLM@STER SideM GROWING SIGN@L 01 Growing Smiles!                                                   | 315 ALLSTARS | 「Growing Smiles!」 「DRIVE A LIVE」 「Beyond The Dream」 「NEXT STAGE!」                                                                                            | ゲーム『アイドルマスター SideM GROWING STARS』関連曲                                           |
| 12月1日  | Clock over ORQUESTA First season BATTLE Vol.05 栗花落四麻                                                | 栗花落四麻（置鮎龍太郎、三瓶由布子） | 「言い訳」 | 『Clock over ORQUESTA』関連曲                                                                  |
| 12月1日  | Clock over ORQUESTA First season BATTLE Vol.05 栗花落四麻                                                | 栗花落四麻（三瓶由布子） | 「翅のカルテット（Never↓and ver.）」 | 『Clock over ORQUESTA』関連曲                                                                  |
| 2022年   | | | |                                                                                                |
| 1月8日   | THE IDOLM@STER SideM UNIT COLLECTION -Growing Smiles!-                                                   | F-LAGS | 「Growing Smiles!」 | ゲーム『アイドルマスター SideM GROWING STARS』関連曲                                           |
| 3月12日  | THE IDOLM@STER SideM PASSION@TE FORMATION -MENTAL-                                                       | 315 STARS（メンタルVer.） | 「リトルハピネス」 | ゲーム『アイドルマスター SideM GROWING STARS』関連曲                                           |
| 3月12日  | THE IDOLM@STER SideM PASSION@TE FORMATION -MENTAL-                                                       | 秋月涼（三瓶由布子） | 「リトルハピネス」 | ゲーム『アイドルマスター SideM GROWING STARS』関連曲                                           |
| 8月3日   | THE IDOLM@STER SideM GROWING SIGN@L 10 F-LAGS                                                            | F-LAGS | 「Made in「 ♪ 」」 「Casually!」 「DRIVE A LIVE」 | ゲーム『アイドルマスター SideM GROWING STARS』関連曲                                           |
| 11月2日  | Clock over ORQUESTA return match BATTLE all-in 2nd Album「QUATELLA」                                     | 栗花落四麻（三瓶由布子） | 「四文」 | 『Clock over ORQUESTA』関連曲                                                                  |
| 12月21日 | THE IDOLM@STER SideM GROWING SIGN@L 15 Take a StuMp!                                                     | 315 ALLSTARS | 「Take a StuMp!」 | ゲーム『アイドルマスター SideM GROWING STARS』関連曲                                           |
| 2023年   | | | |                                                                                                |
| 2月11日  | THE IDOLM@STER SideM UNIT COLLECTION -Take a StuMp!-                                                     | F-LAGS | 「Take a StuMp!」 | ゲーム『アイドルマスター SideM GROWING STARS』関連曲                                           |
| 3月29日  | THE IDOLM@STER SideM 49 ELEMENTS 10 F-LAGS                                                               | F-LAGS | 「Tricolor Rendezvous」 | ゲーム『アイドルマスター SideM GROWING STARS』関連曲                                           |
| 3月29日  | THE IDOLM@STER SideM 49 ELEMENTS 10 F-LAGS                                                               | 秋月涼（三瓶由布子） | 「Yell Song」 | ゲーム『アイドルマスター SideM GROWING STARS』関連曲                                           |
| 10月28日 | THE IDOLM@STER SideM 8th STAGE THEME SONG「Hands & Claps!」                                              | 315 ALLSTARS | 「Hands & Claps!」 | ライブイベント『THE IDOLM@STER SideM 8th STAGE 〜ALL H@NDS TOGETHER〜』テーマソング            |
| 10月28日 | THE IDOLM@STER SideM 8th STAGE THEME SONG「Hands & Claps!」                                              | 315 STARS（メンタルVer.） | 「Hands & Claps!」 | ライブイベント『THE IDOLM@STER SideM 8th STAGE 〜ALL H@NDS TOGETHER〜』テーマソング            |
| 2024年   | | | |                                                                                                |
| 2月7日   | Clock over ORQUESTA Second season BATTLE Vol.1 f -フォルテ-                                              | 栗花落四麻（三瓶由布子）、九重九日（佐藤利奈） | 「Actually」 | 『Clock over ORQUESTA』関連曲                                                                  |
| 3月27日  | THE IDOLM@STER SideM CIRCLE OF DELIGHT 07 F-LAGS                                                         | F-LAGS | 「Bitter Sweetアドレセンス」 「FANTASTIC DISCOTHEQUE」 | 『アイドルマスター SideM』関連曲                                                               |

### その他参加楽曲
| 発売日        | 商品名                         | 歌            | 楽曲               | 備考                                                          |
| ------------- | ------------------------------ | ------------- | ------------------ | ------------------------------------------------------------- |
| 2009年11月4日 | 7ブンノ5デイズ／メジルシは君さ | 超ラジ！Girls | 「7ブンノ5デイズ」 | ラジオ『Voice of A&G Digital 超ラジ!Girls』オープニングテーマ |
| 2009年11月4日 | 7ブンノ5デイズ／メジルシは君さ | 超ラジ！Girls | 「メジルシは君さ」 | ラジオ『Voice of A&G Digital 超ラジ!Girls』エンディングテーマ |

## ライブ

### 合同ライブ
| 出演日        | タイトル                            | 会場         |
| ------------- | ----------------------------------- | ------------ |
| 2024年1月20日 | 全プリキュア 20th Anniversary LIVE! | 横浜アリーナ |